# Ichneumon lividicornis
Ichneumon lividicornis là một loài tò vò trong họ Ichneumonidae.